# 中国科学技术大学先进技术研究院
中国科学技术大学先进技术研究院是位于安徽省合肥市的科研机构，于2012年10月24日正式成立。

## 科研项目

### 未来网络
2014年5月17日，未来网络先导试验网在合肥开通。

### 量子科学实验卫星
量子科学实验卫星的主要功能是把纠缠光子发向全世界，从而实现完全保密的无线通讯。
2013年6月4日，中国科学技术大学潘建伟院士发表了一篇论文，描述其首次完成的太空量子通讯实验。实验完成于2010年或之前，实验所用的德国卫星CHAMP发射于2000年7月，在2010年9月脱离轨道重返大气层。量子科学卫星工程在2008年被中国科学院列为重大创新项目，2011年获得立项。
2016年8月16日1时40分，量子科学实验卫星于酒泉卫星发射中心搭载长征二号丁运载火箭发射升空，成为全球首颗设计用于进行量子科学实验的卫星。

### 量子通讯京沪干线
2014年1月12日，量子通讯京沪干线初步方案及概算通过评审，计划用3年时间进行建设。
2017年9月4日，国家量子保密通信“京沪干线”技术验证及应用示范项目技术验收评审会日前在中国科学技术大学举行，评审专家组听取项目建设情况和分系统验收情况，经质询和讨论认为项目已完成了预期的技术验证和应用示范任务，同意通过总技术验收。这意味着世界首条量子保密通信骨干网已经具备开通条件。“京沪干线”项目突破了高速量子密钥分发、高速高效率单光子探测、可信中继传输和大规模量子网络管控等关键技术，于去年底完成全线贯通，搭建了连接北京、济南、合肥、上海的全长2000余公里的量子保密通信骨干线路。全线路密钥率大于20kbps。与“墨子号”量子科学实验卫星兴隆地面站的连接，全线密钥率大于5kbps。
2017年10月，中国科学院院长白春礼与奥地利科学院院长安东·塞林格通过量子保密通信网络进行了一次视频通话。据悉，这是历史上首次洲际量子保密通信，通话内容经过量子加密后无法破解。